# Eg and Alice
Eg and Alice è stato un duo pop formato dal batterista e compositore Eg White e dall'artista e modella Alice Temple.
In precedenza, White aveva fatto parte della boy band pop britannica dei Brother Beyond, nella quale è stato sostituito, alla batteria, da Steve Alexander (già turnista con il gruppo, nei concerti dal vivo), subito dopo l'uscita della prima edizione del primo album della band, intitolato Get Even, nel 1988, poi ripubblicato, con lo stesso titolo e nello stesso anno, ma parzialmente risuonato da Steve Alexander.
Scritturati dalla major Warner Bros., distribuiti dall'etichetta WEA Records e acclamati dalla critica, il duo non ha però ottenuto un grande successo commerciale, pubblicando soltanto due singoli ("Indian" e "Doesn't mean that Much to Me") e un unico album (24 Years of Hunger), nel 1991, nessuno dei quali si è classificato nella UK Top 75.
Dopo questa esperienza, Eg White ha dapprima intrapreso la carriera solista, con una cover del successo di Jellyfish "Stay Home", e successivamente, ha composto canzoni per altri artisti, tra cui Natalie Imbruglia, Joss Stone e Will Young; per quest'ultimo, in particolare, ha scritto il brano intitolato "Leave Right Now", vincendo il prestigioso premio Ivor Novello come compositore.

## Discografia

### Singoli
- "Indian" (1991)
- "Doesn't Mean that Much to Me" (1991)

### Album
- 24 Years of Hunger (1991)

#### Tracce
1. "Rockets"
2. "In a Cold Way"
3. "Mystery Man"
4. "And I Have Seen Myself"
5. "So High So Low"
6. "New Year's Eve"
7. "Indian"
8. "Doesn't Mean that Much to Me"
9. "Crosstown"
10. "IOU"
11. "I Wish"